# Chasing Yesterday
| Recensione          | Giudizio |
| ------------------- | -------- |
| AllMusic            |          |
| Q                   |          |
| Mojo                |          |
| Rolling Stone       |          |
| New Musical Express | 7/10     |
| The Times           |          |
| The Daily Telegraph |          |
| Sputnikmusic        | 3.8/5    |
| Pitchfork           | 5.9/10   |
| Rockol              |          |
| Sentireascoltare    | 7.1/10   |

Chasing Yesterday è il secondo album in studio del gruppo musicale britannico Noel Gallagher's High Flying Birds, pubblicato il 25 febbraio 2015. Scritto e prodotto da Noel Gallagher, il disco è stato registrato a Londra nel corso del 2014 e realizzato dalla Sour Mash Records, l'etichetta personale di Gallagher, in download digitale e nei formati CD (edizione standard e deluxe) e LP. L'uscita dell'album è stata preceduta dai singoli In the Heat of the Moment e Ballad of the Mighty I.

## Genesi e produzione
Le voci in merito a un secondo album da solista di Noel Gallagher, dopo la pubblicazione di Noel Gallagher's High Flying Birds nel 2011, sono confermate dallo stesso artista nell'agosto 2013 in un'intervista radiofonica:
Nell'ottobre dello stesso anno rivela alla radio Xfm di aver finito le versioni "demo" di nuovi brani e di essere "in attesa della disponibilità della band e dei produttori" per cominciare le registrazioni. Alle sessioni in studio, che hanno inizio il 6 gennaio 2014 a Londra, partecipano anche Paul "Strangeboy" Stacey nel doppio ruolo di ingegnere e chitarrista in alcuni brani, Jeremy Stacey alla batteria, il sassofonista Jim Hunt e Johnny Marr (autore delle parti di chitarra elettrica nel brano di chiusura). A differenza del primo album, prodotto da David Sardy, Chasing Yesterday è stato prodotto autonomamente da Gallagher che sostiene di aver "apprezzato la libertà, ma non la responsabilità" del compito.
Durante le sessioni di registrazione, Noel ha rivisitato alcuni dei brani da lui precedentemente affidati al duo psichedelico degli Amorphous Androgynous per produrre un secondo album, tra cui The Mexican, The Right Stuff e Ballad of the Mighty I. Tale disco, annunciato nel 2011 insieme al disco d'esordio Noel Gallagher's High Flying Birds, è stato successivamente cancellato dall'artista:
I lavori sul disco si sono conclusi a New York "il giorno dopo la finale della coppa del mondo", il 14 luglio 2014. La pubblicazione è stata però rimandata all'anno successivo, per "aspettare che quelle maledette ristampe degli Oasis si smettessero di vendere": durante l'anno erano state infatti pubblicate le versioni rimasterizzate dei primi due album del gruppo inglese, Definitely Maybe e (What's the Story) Morning Glory?.
I dettagli sulla pubblicazione dell'album sono stati infine annunciati il 13 ottobre 2014 in occasione di un'intervista concessa da Gallagher presso la sede londinese di Facebook, alla presenza di alcuni fan che hanno potuto rivolgergli una serie di domande.
Nella stessa occasione l'artista ha rivelato di aver scelto il titolo Chasing Yesterday "letteralmente la settimana prima"; esso deriva dal testo del brano While the Song Remains the Same, che nella prima strofa recita "we let love get lost in anger, chasing yesterday".
Il progetto grafico del disco e dei relativi singoli è stato curato da Lawrence Watson, fotografo britannico che aveva già collaborato con Noel per l'album precedente.
Il disco è trapelato online il 13 febbraio, ben prima della data di pubblicazione ufficiale.

## Il disco
L'album si apre con i primi accordi acustici di Riverman, una lenta ballata caratterizzata da un assolo di chitarra elettrica che ricorda i Pink Floyd e da inserti di sassofono che secondo l'autore "sembrano provenire da una stanza piena di fumo del 1963"; la canzone Pinball dei Brian Protheroe, introdotta a Noel dall'amico Morrissey in un bar di Los Angeles, è stata una delle fonti di ispirazione principali per Riverman:
(Noel Gallagher)
L'assolo finale di sassofono di Riverman lascia spazio a In the Heat of the Moment, un brano rock scelto come primo singolo, quindi a The Girl With X-Ray Eyes, ispirata dalla moglie Sara e da Starman di David Bowie.
La quarta traccia, che rievoca l'atmosfera di Morning Glory e degli Oasis anni novanta, è invece Lock All the Doors, la cui genesi è durata ben 23 anni:
(Noel Gallagher)
Una sua versione demo, registrata tra il 1992 e il 1993 e cantata dal fratello Liam, era stata diffusa in rete nel febbraio 2013 in seguito all'acquisto di una musicassetta che la includeva da parte di un gruppo di fan degli Oasis iscritti ad un forum online; tale variante presenta lo stesso ritornello della versione definitiva pubblicata nel 2015, ma le strofe mostrano notevoli similarità con My Sister Lover, lato B del singolo Stand by Me del 1997.
Le sonorità tipiche degli Oasis ritornano anche in The Dying of the Light: si tratta di una ballata dal sound melanconico guidata dalle note del pianoforte, scritta durante le sessioni di registrazione del primo album da solista di Noel Gallagher. La sua esistenza è nota sin da quando una versione acustica (registrata a Tokyo durante il soundcheck per il concerto del 23 maggio 2012) è stata diffusa dai fan su internet con il nome di It Makes Me Wanna Cry:
(Noel Gallagher)
Il sesto brano, The Right Stuff, è stato descritto dall'artista come "la cosa più lontana possibile da canzoni come Supersonic":
Un breve interludio che ricorda la musica ambient collega The Right Stuff a While the Song Remains the Same, una canzone che riflette la città di Manchester in cui Gallagher è cresciuto, "che ora rivive solo nell'immaginazione". La successiva The Mexican segna un cambio di registro, essendo guidata da un riff insistente e da un suono del cowbell che "ricordano i Queens of the Stone Age", come sostenuto da Noel:
A chiudere l'album sono You Know We Can't Go Back e Ballad of the Mighty I: quest'ultima, pubblicata a gennaio 2015 come secondo singolo, è una canzone pilotata dal ritmo incalzante del basso e della cassa in stile musica disco e arricchita da archi, e vede la partecipazione di Johnny Marr alla chitarra elettrica..In merito al significato di You Know We Can't Go Back, l'autore ha invece dichiarato:

## Tracce
1. Riverman – 5:41
2. In the Heat of the Moment – 3:29
3. The Girl with X-Ray Eyes – 3:20
4. Lock All the Doors – 3:42
5. The Dying of the Light – 5:11
6. The Right Stuff – 5:27
7. While the Song Remains the Same – 4:16
8. The Mexican – 3:46
9. You Know We Can't Go Back – 3:46
10. Ballad of the Mighty I – 5:15

Traccia bonus dell'edizione giapponese
1. Leave My Guitar Alone – 3:09

Disco bonus della Deluxe edition
1. Do the Damage – 3:10
2. Revolution Song – 3:32
3. Freaky Teeth – 3:55
4. In the Heat of the Moment (Toydrum Remix) – 5:58

## Singoli e lati B
Il primo singolo estratto dall'album è In the Heat of the Moment e ha come lato B il brano Do the Damage: la sua pubblicazione in formato digitale e vinile è avvenuta il 17 novembre 2014. L'audio del singolo è stato pubblicato su YouTube nella stessa data dell'annuncio dell'album, il 13 ottobre 2014; il video ufficiale è stato invece diffuso il 23 ottobre..
Durante la conferenza stampa di presentazione dell'album lo stesso Noel Gallagher ha rivelato che il secondo singolo sarebbe stato la traccia di chiusura Ballad of the Mighty I, realizzata in collaborazione con Johnny Marr: il brano ha debuttato il 12 gennaio 2015 in radio e su YouTube ed è stato reso disponibile dal giorno successivo in download digitale. L'edizione in vinile, disponibile a partire dal 23 febbraio, include Revolution Song come lato B.
Il terzo singolo è Riverman, la cui pubblicazione nei formati digitale e vinile è avvenuta l'11 maggio 2015. Il lato B è invece Leave My Guitar Alone, brano già disponibile come traccia bonus nelle edizioni dell'album destinate al mercato giapponese.
Nel luglio 2015 è stato annunciato il quarto singolo Lock All the Doors, uscito il 28 agosto con l'inedita Here's a Candle (For Your Birthday Cake) come lato B.
The Dying of the Light costituisce il quinto ed ultimo singolo estratto da Chasing Yesterday. Esce l'11 dicembre 2015 in versione vinile e digitale. Entrambe le versioni includono come lato B una versione "demo" di The Girl with X-Ray Eyes..

## Formazione

### Membri principali
- Noel Gallagher – voce, cori, chitarra acustica, chitarra elettrica, basso, piano, tastiere, mellotron, percussioni, washboard elettrico[2][43]
- Jeremy Stacey – batteria[3][43]
- Paul "Strangeboy" Stacey – chitarra elettrica, basso, tastiere, mellotron[43]
- Mikey Rowe – tastiere[43]

### Membri aggiuntivi
- Johnny Marr – chitarra elettrica (in Ballad of the Mighty I)[43]
- Jim Hunt – sassofono e clarinetto basso (in Riverman, The Right Stuff e Do the Damage)[43]
- The Wired Strings – archi (in Ballad of the Mighty I)[43]
- Beccy Byrne – cori (in Riverman, The Girl with X-Ray Eyes e The Dying of the Light)[43]
- Vula Malinga – cori (in In the Heat of the Moment, The Mexican, Do the Damage, Revolution Song e Freaky Teeth)[43]
- Joy Rose – cori (in The Right Stuff)[43]
- Gaz Cobain – cori (in The Mexican)[43]
- LaDonna Harley-Peters – cori (in Do the Damage)[43]
- Victoria Akintola – cori (in Do the Damage)[43]
- Toydrum - remix (In the Heat of the Moment (Toydrum Remix))[43]

## Classifiche
| Classifica (2015)         | Posizione massima |
| ------------------------- | ----------------- |
| Australia                 | 8                 |
| Austria                   | 8                 |
| Belgio (Fiandre)          | 5                 |
| Belgio (Vallonia)         | 18                |
| Canada                    | 12                |
| Corea del Sud             | 12                |
| Danimarca                 | 34                |
| Finlandia                 | 35                |
| Francia                   | 15                |
| Germania                  | 5                 |
| Giappone                  | 10                |
| Irlanda                   | 1                 |
| Italia                    | 5                 |
| Norvegia                  | 22                |
| Nuova Zelanda             | 12                |
| Paesi Bassi               | 8                 |
| Regno Unito               | 1                 |
| Regno Unito (download)    | 1                 |
| Regno Unito (independent) | 1                 |
| Regno Unito (physical)    | 1                 |
| Regno Unito (streaming)   | 4                 |
| Scozia                    | 1                 |
| Spagna                    | 19                |
| Stati Uniti               | 35                |
| Stati Uniti (alternative) | 6                 |
| Stati Uniti (digital)     | 18                |
| Stati Uniti (independent) | 4                 |
| Stati Uniti (rock)        | 8                 |
| Svezia                    | 49                |
| Svizzera                  | 4                 |
| Ungheria                  | 9                 |

## Date di pubblicazione
| Paese         | Data di pubblicazione | Versione | Formato                   | Etichetta | Note                 |
| ------------- | --------------------- | -------- | ------------------------- | --------- | -------------------- |
| Giappone      | 25 febbraio 2015      | Standard | CD, download digitale     | Sour Mash | [ 57 ] [ 58 ]        |
| Giappone      | 25 febbraio 2015      | Deluxe   | CD, download digitale     | Sour Mash | [ 59 ] [ 60 ]        |
| Germania      | 27 febbraio 2015      | Standard | LP                        | Sour Mash | [ 61 ]               |
| Germania      | 27 febbraio 2015      | Deluxe   | CD, download digitale     | Sour Mash | [ 62 ] [ 63 ]        |
| Irlanda       | 27 febbraio 2015      | Standard | CD, LP, download digitale | Sour Mash | [ 64 ]               |
| Irlanda       | 27 febbraio 2015      | Deluxe   | CD, download digitale     | Sour Mash | [ 65 ]               |
| Paesi Bassi   | 27 febbraio 2015      | Standard | Download digitale         | Sour Mash | [ 66 ]               |
| Paesi Bassi   | 27 febbraio 2015      | Deluxe   | Download digitale         | Sour Mash | [ 67 ]               |
| Svizzera      | 27 febbraio 2015      | Deluxe   | Download digitale         | Sour Mash | [ 68 ]               |
| Regno Unito   | 2 marzo 2015          | Standard | LP, download digitale     | Sour Mash | [ 69 ] [ 70 ]        |
| Regno Unito   | 2 marzo 2015          | Deluxe   | CD, download digitale     | Sour Mash | [ 71 ] [ 72 ]        |
| Francia       | 2 marzo 2015          | Standard | LP                        | Sour Mash | [ 73 ]               |
| Francia       | 2 marzo 2015          | Deluxe   | CD, download digitale     | Sour Mash | [ 74 ] [ 75 ]        |
| Italia        | 2 marzo 2015          | Standard | Download digitale         | Sour Mash | [ 76 ]               |
| Svezia        | 2 marzo 2015          | Standard | Download digitale         | Sour Mash | [ 77 ]               |
| Svezia        | 2 marzo 2015          | Deluxe   | Download digitale         | Sour Mash | [ 78 ]               |
| Canada        | 3 marzo 2015          | Standard | LP, download digitale     | Sour Mash | [ 79 ] [ 80 ]        |
| Canada        | 3 marzo 2015          | Deluxe   | CD, download digitale     | Sour Mash | [ 81 ] [ 82 ]        |
| Stati Uniti   | 3 marzo 2015          | Standard | CD, LP, download digitale | Sour Mash | [ 83 ] [ 84 ] [ 85 ] |
| Stati Uniti   | 3 marzo 2015          | Deluxe   | Download digitale         | Sour Mash | [ 86 ]               |
| Australia     | 6 marzo 2015          | Deluxe   | Download digitale         | Sour Mash | [ 87 ]               |
| Nuova Zelanda | 6 marzo 2015          | Deluxe   | Download digitale         | Sour Mash | [ 88 ]               |